# Kampen (Sylt)
Kampen (frisó septentrional Kaamp) és un municipi de l'illa de Sylt que forma part del districte de Nordfriesland, dins l'Amt Landschaft Sylt, a l'estat alemany de Slesvig-Holstein. El 31 de desembre del 2023 tenia 462 habitants.

## Agermanaments
- Lech am Arlberg